# I due pericoli pubblici
I due pericoli pubblici (tdl. ‘Los dos enemigos públicos’) es una película de comedia italiana en blanco y negro de 1964 dirigida por Lucio Fulci y protagonizada por el dúo cómico Franco y Ciccio.
La película es una de las tres (después de I due evasi di Sing Sing y 00-2 agenti segretissimi) dirigidas por el mismo cineasta, estrenadas el mismo año y con los mismos dos cómicos sicilianos.

## Argumento
Dos ladrones de poca monta que trabajan para un falso diplomático, sin saberlo, provocan el fracaso de una estafa contra un rico industrial.

## Reparto
- Franco Franchi - Franco Introlia.
- Ciccio Ingrassia - Ciccio Introlia.
- Margaret Lee - Floriana.
- Linda Sini - Dora.
- Riccardo Garrone - el barón.
- Luciana Angiolillo - la esposa.
- Mino Doro - el padre de Giorgio.
- Corrado Olmi
- Ignazio Leone
- Poldo Bendandi
- Gianni Dei
- Salvo Libassi

## Recepción
Una reseña contemporánea italiana describe la película como una buena comedia entretenida a pesar de los «defectos obvios» en su trama.